# Komarivka, Brodî
Komarivka (în ucraineană Комарівка) este localitatea de reședință a comunei Komarivka din raionul Brodî, regiunea Liov, Ucraina.

## Demografie
Componența lingvistică a localității Komarivka
     Ucraineană (99,73%)
Conform recensământului din 2001, majoritatea populației localității Komarivka era vorbitoare de ucraineană (99,73%), existând în minoritate și vorbitori de alte limbi.